# My Latest Novel
My Latest Novel ist eine britische Indie-Pop-Band aus Greenock, einem Ort an der schottischen Westküste in der Nähe von Glasgow.

## Bandgeschichte
2005 trafen die Brüder Chris und Gary Deveney in Greenock auf die Musiker Laura McFarlane und Ryan King und beschlossen gemeinsam Musik zu machen. Bei ihren ersten Auftritten lernten sie Paul McGeachy kennen, der bald in die Gruppe aufgenommen wurde. Die nachfolgenden Gigs in Greenock kamen so gut an, dass die Band beschloss, nach Glasgow zu ziehen und dort ihr Glück zu versuchen. Auf einer großen Musikmesse in Manchester wurde die Indieszene auf die Band aufmerksam. Das Label Bella Union nahm sie daraufhin unter Vertrag und veröffentlichte Ende 2005 Sister Sneaker Sister Soul. Es folgten Shows auf schottischen Festivals und als Support der Pixies. 2006 brachten sie ihr Debütalbum Wolves heraus, das ihnen gute Kritiken und Vergleiche mit Arcade Fire einbrachte. Auf einer anschließenden Promotion-Tour kam die Band auch nach Deutschland. Im September 2006 erschien die Doppel-Single When We Were Wolves / Pretty in a Panic.

## Stil
My Latest Novel verbindet das traditionelle Line-Up von Gitarren, E-Bass und Schlagzeug mit Geigen, Violinen, Xylophonen, Percussions und einem vielstimmigen Gesang. Ihr musikalischer Stil zeichnet sich durch seine kontrastreiche Atmosphäre und melancholische Stimmung, überraschende Tempiwechsel und ungewöhnlich epische Texte aus.

## Diskografie

### Alben
- 2006: Wolves (Bella Union)
- 2009: Deaths & Entrances (Bella Union)

### EPs und Singles
- 2005: Sister Sneaker Sister Soul (Bella Union)
- 2006: The Reputation of Ross Francis (Bella Union)
- 2006: When We Were Wolves / Pretty in a Panic (Bella Union)